# Danzé
Danzé település Franciaországban, Loir-et-Cher megyében. Lakosainak száma 671 fő (2022. január 1.). Danzé Azé, Beauchêne, Épuisay, Rahart, Romilly, Le Temple és La Ville-aux-Clercs községekkel határos.

## Népesség
A település népességének változása:
| Lakosok száma | 674  | 556  | 578  | 720  | 712  | 705  | 694  | 681  | 677  | 671  |
|               | 1968 | 1982 | 1990 | 2006 | 2013 | 2015 | 2017 | 2019 | 2020 | 2022 |